# Kepa Intxaurbe
Kepa Intxaurbe Gonzalez (Valmaseda, 1959) es un político español de ideología nacionalista vasca.

## Biografía y trayectoria política
Nació en Valmaseda en 1959. Trabajó como periodista en el periódico Deia.
En su trayectoria política estuvo afiliado a EGI y al Partido Nacionalista Vasco desde joven. Se presentó como candidato en las elecciones municipales de España de 2011 y salió electo concejal de Valmaseda. En ese año, en 2011, fue nombrado Teniente de Alcalde y entró a formar parte del Gobierno Local de Valmaseda como Concejal Delegado de Cultura y Deporte
Se volvió a presentar como candidato en las elecciones municipales de España de 2015 donde volvió a salir elegido y volvió a ser parte del Gobierno Local repitiendo como Concejal Delegado de Cultura y Deporte.
En las elecciones municipales de España de 2019 volvió a presentarse y salió elegido, pero esta vez el PNV no pudo conformar gobierno, tras el acuerdo entre la Candidatura Local Independiente (CLI) de Valmaseda  y EH Bildu, que le arrebató el Gobierno local al PNV, y por primera vez desde 1979 Valmaseda tuvo un Gobierno que no fuera del PNV.
Salió electo en 2015 miembro de las Juntas Generales de Vizcaya, el parlamento foral de Vizcaya.